# Брод (Николаевская область)
Брод (укр. Брід) — село в Первомайском районе Николаевской области Украины.
Население по переписи 2001 года составляло 345 человек. Почтовый индекс — 55241. Телефонный код — 5161.

## История
В 1945 г. Указом ПВС УССР село Витольдов Брод переименовано в Брод.

## Местный совет
55240, Николаевская обл., Первомайский р-н, с. Долгая Пристань, ул. Саввы Крыжановского, 50